# After School Special
Az After School Special az Odaát című televíziós sorozat negyedik évadjának tizenharmadik epizódja.

## Cselekmény
Indiana állam egyik általános iskolájában egy fiatal lány megöl egy másikat, csak mert az kövérnek nevezi őt. A Winchester fiúk szimatolni kezdenek az ügyben, ugyanis a gyilkos lány azt állítja, nem volt ura saját testének, mintha megszállták volna, ám démonokra utaló fekete füstöt sem látott.
Hogy elvegyüljenek a suliban, Dean testneveléstanár-helyettesnek, Sam pedig takarítónak álcázza magát. Dean egy alkalommal kételkedni kezd, hogy valójában valami természetfeletti dologgal állnának szemben, ám kételyei elmúlnak, amikor egy fiú egyik osztálytársa kezét "bedarálja" egy turmixgépbe, utána pedig azt sem tudja, mi történt.
Dean és Sam időközben visszaemlékeznek 1997-es hónapjaikra, amikor ők maguk is ebbe az iskolába jártak, míg apjuk távol volt: Dean akkoriban elcsábította a suli legdögösebb lányait, míg Sam egy Barry Cook nevű fiút védelmezett egy őt terrorizáló, testes suhanctól, Dirk McGregortól. Mikor megtudják, hogy Barry meghalt -méghozzá felvágta ereit az egyik lány WC-ben, ahol az egyik gyilkosság nemrégiben történt-, megkeresik a fiú csontjait, majd sóval hintve elégetik.
Csakhogy mikor Sam ismét ellátogat az iskolába, hogy beszélhessen egykori tanárával, az üres folyosón megtámadja egy megszállt lány, a szellem pedig közli vele, hogy ő nem más, mint Dirk McGregor szelleme. Sam ugyan felülkerekedik volt gonosz osztálytársán, a kísértetnek sikerül elmenekülnie.
Winchesterék úgy gondolják, a szellem az iskolabuszon szállja meg a diákokat, mivel csak így képes helyet változtatni, ám hiába vizsgálják át a járművet EMF-mérővel, nem találnak semmi Dirkre utaló jelet. A testvérek ezek után meglátogatják a halott fiú apját -aki korábban iskolabusz-vezető volt-, és megtudják tőle, hogy a buszon lévő Bibliában tartja Dirk egyik hajtincsét.
Éjszaka a szellem megszállja az iskola sportolóit szállító busz sofőrjét, majd kisodorja a járművet az út szélére. Deanék azonban még bármilyen tragédia előtt a helyszínre érnek, és felveszik a harcot a szellemmel, aki időközben átszáll egy másik testbe is. Végül Dean rátalál a valóban a buszban tárolt tincsre, majd felgyújtva azt, megsemmisíti a kísértetet.
A veszély elmúltával a fiúk úgy döntenek, tovább is állnak, előtte Sam azonban még meglátogatja volt tanárát, és megköszöni a tanácsát, amit egykor még tőle kapott...

## Természetfeletti lények

### Szellem
A szellem egy olyan elhunyt ember lelke, ki különös halált halt, és lelke azóta az élők közt kísért, általában egy olyan helyen, mely fontos volt az illetőnek földi életében. Szellemekből sok van: kopogószellem, bosszúálló szellem, vagy olyan szellem, mely figyelmezteti az embereket egy közlegő veszélyre.

### Dirk embereket megszálló szelleme
Dirk McGregor 1997-ben Sam Winchester osztálytársa volt, aki terrorizálta társait. Miután a fiú anyja rákban elhunyt, az az alkoholhoz és a drogokhoz nyúlt, melyekbe 20 éves korára meghalt. Dirk szelleme azonban ezek után az iskolabuszon szállt meg diákokat, akiknek testében később gyilkosságokat követett el. A gonosszá lett fiút csupán egykori hajtincse kötötte az élőkhöz, méghozzá amit buszsofőrként dolgozó apja az iskola buszának bibliájában tartott magánál.

## Időpontok és helyszínek
- 2009. januárja – Sioux City, Indiana

## Zenék
- Foreigner – Long, Long Way From Home

## Külső hivatkozások
- Supernatural-After School Special az Internet Movie Database oldalon (angolul)